# Enicospilus flavus
Enicospilus flavus är en stekelart som först beskrevs av Fabricius 1775.  Enicospilus flavus ingår i släktet Enicospilus och familjen brokparasitsteklar. Inga underarter finns listade i Catalogue of Life.